# Luis Murillo
Luis Murillo, detto Lucho (Cali, 23 aprile 1961), è un ex cestista colombiano.

## Carriera
Con la Colombia ha disputato i Campionati mondiali del 1982.